# هاربو ماركس
هاربو ماركس (بالإنجليزية: Harpo Marx)‏ (و. 1888 – 1964 م) هو كاتب سيناريو، وممثل أفلام، وتمثيل صامت أمريكي، ولد في نيويورك، يستخدم آلات قيثار، وكان عضوًا في الإخوة ماركس، توفي في لوس أنجلوس، عن عمر يناهز 76 عاماً، بسبب نوبة قلبية.

## بداية الحياة
نشأ هاربو في حي يُعرف الآن باسم كارنيجي هيل (كان يُعرف في ذلك الوقت باسم يوركفيل) في الجانب الشرقي الأعلى من مانهاتن،  في شرق شارع 93 قبالة جادة ليكسينجتون. كان المسكن الذي يعود تاريخه إلى مطلع القرن الماضي والذي وصفه هاربو فيما بعد بأنه ”أول منزل حقيقي أتذكره“ يقع في حي يسكنه مهاجرون أوروبيون، معظمهم من الحرفيين. وكان الحي يضم العديد من المنازل التاريخية والمباني الأخرى، مثل منزل ويليام غودبي لويو (مدرسة سبنس الآن)، ومجمع شعاري زيديك، ومنزل فيرجينيا غراهام فير فاندربيلت.

## وصلات خارجية
- هاربو ماركس على موقع IMDb (الإنجليزية)
- هاربو ماركس على موقع الموسوعة البريطانية (الإنجليزية)
- هاربو ماركس على موقع ألو سيني (الفرنسية)
- هاربو ماركس على موقع ميوزك برينز (الإنجليزية)
- هاربو ماركس على موقع تيرنر كلاسيك موفيز (الإنجليزية)
- هاربو ماركس على موقع أول موفي (الإنجليزية)
- هاربو ماركس على موقع قاعدة بيانات برودواي على الإنترنت (الإنجليزية)
- هاربو ماركس على موقع قاعدة بيانات الأفلام السويدية (السويدية)
- هاربو ماركس على موقع إن إن دي بي (الإنجليزية)
- هاربو ماركس على موقع ديسكوغز (الإنجليزية)